# Geoffrey Winthrop Young

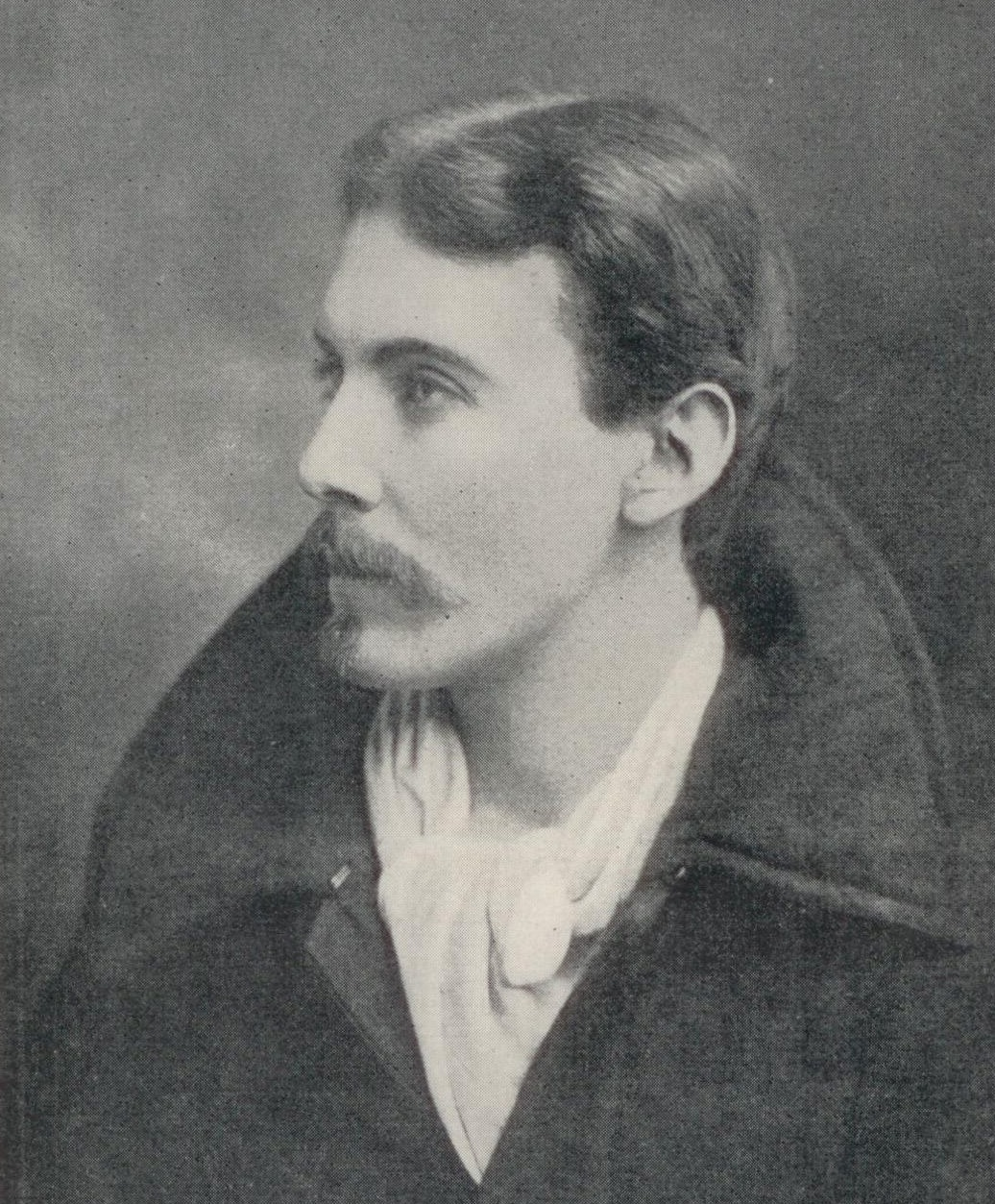
Geoffrey Winthrop Young um 1898

Geoffrey Winthrop Young (* 25. Oktober 1876 in London; † 6. September 1958 ebenda) war ein englischer Alpinist, Schriftsteller und Pädagoge.

## Leben

### Jugend und Studium
Als Sohn des liberalen Juristen und Politikers Sir George Young wuchs Geoffrey Winthrop Young in Cookham in der Grafschaft Berkshire auf. Er studierte am Trinity College in Cambridge klassische Sprachen. Während der Studienzeit begann er zu schreiben und in Wales und im Lake District zu klettern. Er gewann den Poesiepreis Chancellor's Medal for English Verse und publizierte The Roof Climber's Guide to Trinity. Seine Studien setzte er in Jena fort. Er sprach fließend Deutsch, aber auch Französisch und Italienisch. Während der Studienzeit machte er erste homoerotische Erfahrungen. Vermutlich wegen seiner Homosexualität wurde er als Sprachlehrer 1905 am Eton College in Berkshire entlassen, ebenso 1914 als staatlicher Schulinspektor.

### Alpinist
Seine erste große Tour war die Jungfrau im Berner Oberland, im Gedenken an seinen Vater, der mit den Führern Christian Almer und Peter Baumann 1865 die Erstbegehung über den Guggigletscher gemacht hatte. Seine erste bedeutende Erstbegehung war am Weisshorn: mit den Führern Louis und Benoît Theytaz bestieg er am 7. September 1900 eine vom Nordgrat nach Westen hinabziehende Rippe, den später so genannten Younggrat. 1904 stand Young zum ersten Mal auf dem Matterhorn. In der Folge gelangen ihm in den Alpen große Erstbegehungen, meist mit dem Walliser Bergführer Josef Knubel aus St. Niklaus. Unter andern die Südostwand des Weisshorns (28. August 1905), die Südwestwand des Täschhorns (11. August 1906), die Ostwand des Zinalrothorns (21. August 1907), die Nordostwand des Weisshorns (31. August 1909), den ersten Abstieg über den Hirondellesgrat an den Grandes Jorasses (11. August 1911), die Ostwand der Aiguille du Grépon (19. August 1911), die Südwestwand des Gspaltenhorns (14. Juli 1914). Nebst dem Weisshorn gibt es am Zermatter Breithorn einen Younggrat, ein Gipfel der Grandes Jorasses heißt Pointe Young.
Ab 1890 war er Mitglied des Alpine Club, den er während des Zweiten Weltkriegs präsidierte. 1913 wurde er Präsident des britischen Climber's Club, der das sportliche Felsklettern förderte und die ersten Kletterführer herausgab. 1945 war Young Promotor des British Mountaineering Council, der Dachorganisation aller britischen Bergsteiger und Bergsteigerorganisationen.
Am Pen-y-Pass in Snowdonia, Nordwales, organisierte er zwischen 1907 und 1947, unterbrochen von den Weltkriegen, Zusammenkünfte britischer Kletterer. Zu den Gästen zählten neben der Elite des britischen Alpinismus auch der Physiker Ernest Rutherford, der Ökonom John Maynard Keynes, der Schriftsteller Aldous Huxley und der Everestpionier George Mallory, ein intimer Freund und Protegé von Young.

### Erster Weltkrieg und Folgen
Als Kriegsreporter berichtete Young von der Westfront für Daily News. In der zerstörten belgischen Stadt Ypern organisierte er Ambulanzen von Freiwilligen, die Friend’s Ambulance Units. Von 1915 bis 1917 war er mit dieser Einheit, die aus Kriegsdienstverweigerern bestand, im Einsatz an der Isonzo-Front in Norditalien. Am 31. August 1917 verletzte eine Granate am Monte San Gabriele sein linkes Bein so schwer, dass es oberhalb des Knies amputiert werden musste. Am 25. April 1918 heiratete er in London die 20 Jahre jüngere Eleanor Slingsby, Tochter von William Cecil Slingsby, Pionier des norwegischen Alpinismus und des Skibergsteigens. Der Ehe entsprangen der Sohn Jocelin und die Tochter Marcia. Young hatte aber weiterhin homoerotische Affären. 1919 begann er mit einer speziellen Beinprothese wieder zu wandern und zu klettern, ab 1927 auch wieder in den Alpen. Dabei schaffte er wieder große Touren wie das Weisshorn, den Grépon und das Zinalrothorn. Im Abstieg vom Zinalrothorn mit Josef Knubel stürzte er am 24. Juli 1935 schwer und gab darauf das Bergsteigen auf.

### Schriftsteller und Publizist
Young veröffentlichte Gedichte, Artikel und 1920 das Buch Mountain Craft, ein 600-seitiges Lehrbuch über alle Aspekte und Techniken des Bergsteigens. Zeitweise arbeitete er als Berater für die Rockefeller Foundation, die sich mit Projekten zur Entwicklung von Wissenschaften und Kultur im kriegsversehrten Europa engagierte. 1927 erschien On High Hills, ein Buch mit Erinnerungen an seine Bergtouren in England und in den Alpen. 1951 veröffentlichte er unter dem Titel Mountains with a Difference seine Erlebnisse als Alpinist mit Beinprothese. Einige Kapitel aus diesem Buch sowie aus On High Hills erschienen auf Deutsch unter dem Titel Meine Wege in den Alpen. Young verfasste auch eine Autobiografie, The Grace of Forgetting.

### Pädagoge und Antifaschist
Nach Hitlers Machtergreifung 1933 reiste Young mit einer Delegation durch Deutschland und besuchte unter anderem das Konzentrationslager Dachau bei München. Während der Nazizeit hielt er Kontakt mit befreundeten Antifaschisten in Deutschland, von denen viele Opfer des Regimes wurden. Es gelang ihm, Kurt Hahn, einen fortschrittlichen jüdischen Pädagogen und Leiter der Eliteschule Schloss Salem in Baden-Württemberg, nach England zu holen. Mit ihm gründete er die Gordonstoun School in Schottland, ein fortschrittliches Internat, das unter andern auch Prinz Charles und dessen Vater besuchten.
Young war ein engagierter Kritiker des britischen Schulsystems. Mit George Mallory, der Lehrer war, hatte er Anfang der Zwanzigerjahre das Projekt einer idealen Schule der Zukunft skizziert. Aktivitäten in der Natur, Wandern, Klettern, Handwerk und Landwirtschaft spielten dabei eine wichtige Rolle. Auch mehr Kooperation zwischen Eltern und Lehrkörper. Noch im fortgeschrittenen Alter förderte Young die Bildung junger Menschen in der Natur, unter anderem die Gründung von Outdoor Education Centres, von denen es inzwischen im Vereinigten Königreich eine große Zahl gibt.
Als 1945/46 die Haftgedichte Dietrich Bonhoeffers bekannt wurden, war Young der erste, der sie in die Englische Sprache übersetzte.

### Lebensabend
Neue Entwicklungen im Alpinismus verfolgte Young eher skeptisch, seine romantische Vorstellung vom Bergsteigen sah er mehr und mehr durch seelenlosen Sport verdrängt. So kritisierte er die Erstbesteigung der Annapurna durch eine französische Expedition 1950, deren Gipfelteam mit schweren Erfrierungen zurückkehrte.
Ab 1954 litt Young an Magenkrebs. Die letzten Jahre lebte das Ehepaar in Grovehurst, Kent, in einem mittelalterlichen Bauernhaus. Am 6. September 1958 starb er in einem Pflegeheim in London an den Folgen der Krebserkrankung. Seine Frau und sein Sohn zerstreuten seine Asche in den Hügeln um den Pen-y-Pass.

## Bergführerdenkmal
Das Bergführerdenkmal in St. Niklaus Dorf ehrt u. a. Geoffrey Winthrop Young als Gast der St. Niklauser Bergführer.

## Werke
- Meine Wege in den Alpen, Verlag Hallwag, Bern 1955
- The Roof Climber’s Guide to Trinity, 1899
- On High Hills. Memories of the Alps, Methuen & Co. Ltd., London 1927
- Mountain Craft, 1920
- Mountains with a Difference, Eyre & Spottiswoode, London 1951
- The Grace of Forgetting, Country Life, London 1953